# Aphrodes montanus
Aphrodes montanus är en insektsart som beskrevs av Vilbaste 1965. Aphrodes montanus ingår i släktet Aphrodes och familjen dvärgstritar. Inga underarter finns listade i Catalogue of Life.